# PowerArchiver
PowerArchiver – program do kompresji plików działający w środowisku Windows. Program został stworzony przez firmę ConeXware Inc. i jest rozpowszechniany na licencji shareware, obecnie kosztuje ok. 80 złotych. Obsługuje on najważniejsze formaty kompresji takie jak: zip, 7z, tar, bh, lha, cab. Program może otwierać także inne typy archiwów (m.in. rar), a także tworzyć szyfrowane archiwa chronione hasłem. W wydaniu PowerArchiver 2007 wprowadzono interfejs wzorowany na wstążce pakietu Microsoft Office, przy czym aplikacja zapewnia możliwość włączenia wyglądu klasycznego.